# Isidoro Lezcano
Isidoro Lezcano Guerra (Tenoya, 1935 - 20 de febrero de 2006) fue un religioso español, fundador de la congregación de Hermanos Franciscanos de Cruz Blanca, que atiende a enfermos incurables y discapacitados, tanto físicos como psíquicos, así como a inmigrantes.

## Biografía
El Hno. Isidoro Lezcano Guerra nace el año 1935 en Tenoya, cerca de Las Palmas de Gran Canaria. Allí cursa sus primeros estudios y ayuda en las faenas del campo a sus padres, humildes labradores. Unas misiones despiertan en él entusiasmo, y con la ayuda de una bienhechora ingresa en el Seminario, pero no tiene vocación sacerdotal, y lo deja. A los diecisiete años trabaja de enfermero en un Hospital psiquiátrico. Allí, al ver la situación de los enfermos, se une a Félix Alonso, tetrapléjico, y, juntos, se dedican a aliviar su situación.
Hace el servicio militar en Tetuán (Marruecos español) y, en sus ratos libres, visita las cabilas (pequeños poblados magrebíes), que lo ponen en contacto con seres marginados y de una pobreza extrema; todos acuden a él para ser curados en sus enfermedades, asesorarse en trámites administrativos, recabar su ayuda material, y hasta para curar a sus vacas, corderos, etc. Terminada la mili, sintiendo que su vida está al lado de los marginados, no abandona la zona, y realiza unas oposiciones que le ponen en el Servicio Meteorológico de Ceuta. Y empieza los primeros pasos de su obra. Tiene algún dinero de su sueldo como funcionario y alquila un chalet donde acoge a paralíticos, alcohólicos, personas abandonadas, enfermos mentales, etc. También se va formando un pequeño grupo que quieren seguirle. Pero, tras años de trabajo, se ve desposeído de todo. La comunidad también le abandona y tan sólo dos compañeros de primera hora permanecen fieles a él y deciden continuar la obra.
Abre dos casas en Tánger. Vuelve a Ceuta y alquila una casa en un barrio pobre y de población musulmana: El Príncipe, germen de los Hermanos Franciscanos de Cruz Blanca, hoy extendidos por España, Marruecos y América Latina, con el objetivo de:

«La plena dedicación a los Cristos rotos por el dolor y la marginación, siendo en medio de ellos testimonios vivos del Amor de Dios».

La congregación fue erigida como Instituto religioso de derecho diocesano en 1989 por Mons. Carlos Amigo, arzobispo de Sevilla, quien en 1975, siendo arzobispo de Tánger, la aprobó como Pía unión. Los Hermanos, que viven en "casas familiares", hacen un cuarto voto religioso: la dedicación a los enfermos incurables y a los más pobres y necesitados. El Hno. Isidoro, fundador y superior general vitalicio, murió el 20 de febrero de 2006 en Las Palmas de Gran Canaria.